# Populärmusik från Vittula
För filmen, se Populärmusik från Vittula (film).
Populärmusik från Vittula är en roman skriven av den svenske författaren Mikael Niemi och som gavs ut år 2000.
Populärmusik från Vittula var Niemis första vuxenroman, och hans stora genombrott. Boken såldes i stora upplagor och belönades med Augustpriset år 2000.

## Bakgrund
Boken har en grund i Mikael Niemis egen uppväxt i Pajala i Norrbotten under 1960-talet och början av 1970-talet, men är en skröna snarare än en självbiografi.

## Handling
Namnet "Vittula" är en förkortning av Vittulajänkkä, den lokala tornedalsfinska beteckningen på området i Pajala där huvudpersonen Matti växer upp. Den bokstavliga översättningen av namnet är "fittmyren".
Det tornedalska har en framskjuten position i boken, både i form av uttryck på meänkieli (eller tornedalsfinska, som språket genomgående kallas i boken) och humoristiska och smått ironiska skildringar av personer som är djupt rotade på orten, laestadianismens inflytande, kommunistiska åsikter, släktfejder, och lokal vidskepelse. Många av händelserna i boken speglar machomentalitet, hårt supande och alkoholism, vilket också skildras som grund till många personliga tragedier i området. Niemi spelar samtidigt på schablonbilder av Norrbotten och Tornedalen i övriga Sverige. En viktig del av handlingen är hur populärmusiken och rock'n'rollen anländer i pojkarnas liv och får en stor roll. 

## Översättningar
Boken har översatts, inte bara till meänkieli som Poppimysiikkiä Vittulasta och finska ("riksfinska") som Populäärimusiikkia Vittulajänkältä, utan även till ett antal andra språk.

## Filmatisering
Den blev 2004 filmatiserad av Reza Bagher som Populärmusik från Vittula.